# Wilhelm Kuby
Wilhelm Kuby (* 24. April 1829 in Zweibrücken; † September 1894 in Göggingen) war ein deutscher Mediziner.

## Leben
Karl Wilhelm Kuby studierte zunächst an der Friedrich-Alexander-Universität Erlangen Medizin. 1847 wurde er im Corps Baruthia recipiert. Er wechselte an die Julius-Maximilians-Universität Würzburg, die ihn 1851 zum Dr. med. promovierte. Von 1852 bis 1874 war er praktischer Arzt und Bezirksarzt in seiner pfälzischen Heimat. Nach zehn Jahren als Landgerichtsarzt  war er 1885–1892 Regierungs- und Kreismedizinalrat bei der Regierung von Schwaben in Augsburg. Er diente auch als Militärarzt in der Bayerischen Armee. Am Deutschen Krieg nahm er 1866 als Arzt der Freiwilligen Kriegskrankenpflege und als Regimentsarzt teil. Zu Beginn des Deutsch-Französischen Krieges war er Chefarzt des Reservelazaretts in Speyer. Später leitete er als Regimentsarzt bei der Belagerung von Paris die Evakuierung aus den bayerischen Feldspitälern. Für sein Wirken erhielt Kuby den württembergischen Olga-Orden und das hessische Militär-Sanitätskreuz.
Nach dem Krieg war er als Generalarzt Instruktor der freiwilligen Sanitätskolonne Augsburg. Kuby publizierte über seine feldärztliche Tätigkeit und zu Fragen der Hygiene.
Kuby war verheiratet mit Adele Luise Wilhelmine von Herder (1831–1908), der Tochter von Emil von Herder.

## Schriften
- Einiges über das Wesen und die Behandlung des Zoster. 1851.
- Bericht eines Arztes der freiwilligen Krankenpflege im Kriege 1870/71. 1871 (2. Auflage)
- Das Volksschulhaus – mit besonderer Berücksichtigung der Verhältnisse auf dem Lande und in kleinen Städten – für Verwaltungs- und Gemeinde-Behörden, Bautechniker, Ärzte, Schulmänner und Eltern. 1875.
- mit Aloys Martin: Die Medicinalgesetzgebung im Königreich Bayern. Bd. 1 1883, Bd. 2 1887, Bd. 3 1891.